# Плато (область)
Плато (фр. Région des plateaux) — область в Того. Площадь области Плато составляет 16 975 км². Численность населения равна 1 375 165 человек (на 2010 год). Плотность населения — 81,01 чел./км². Административный центр — город Атакпаме.

## География
Область Плато расположена в центральной части Того. К северу от неё лежит тоголезская Центральная область, к югу — Приморская область. На востоке области проходит государственная граница Того с Бенином, на западе — государственная граница с Ганой.

## Административное деление

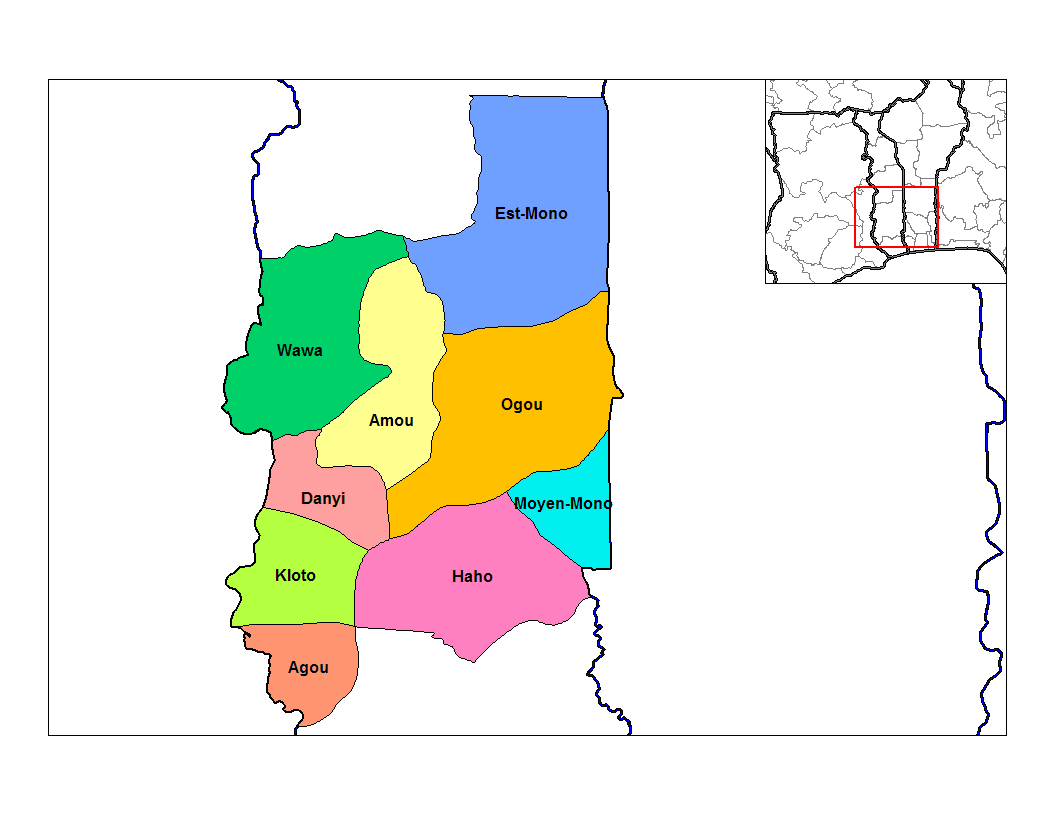
Префектуры области Плато.

В административном отношении область разделена на 9 префектур:
- Агу
- Аму
- Даньи
- Восточное Моно
- Среднее Моно
- Ао
- Клото
- Огу
- Вава